# Pseudalypia
Pseudalypia är ett släkte av fjärilar. Pseudalypia ingår i familjen nattflyn.
Kladogram enligt Catalogue of Life:
| Pseudalypia | \| \| Pseudalypia astrata \| \| \| \| \| \| Pseudalypia crotchii \| \| \| \| \| \| Pseudalypia geronimo \| \| \| \| |
|             | \| \| Pseudalypia astrata \| \| \| \| \| \| Pseudalypia crotchii \| \| \| \| \| \| Pseudalypia geronimo \| \| \| \| |
|             | Pseudalypia astrata                                                                                                 |
|             | |
|             | Pseudalypia crotchii                                                                                                |
|             | |
|             | Pseudalypia geronimo                                                                                                |
|             | |

## Bildgalleri

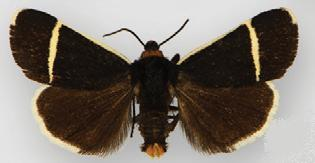